# تیری دنیف
تیری دنیف (انگلیسی: Thierry De Neef؛ زادهٔ ۲۷ اکتبر ۱۹۶۶) بازیکن فوتبال اهل فرانسه است.
از باشگاه‌هایی که در آن بازی کرده‌است می‌توان به باشگاه فوتبال لو آور، باشگاه فوتبال سدان، و باشگاه فوتبال نیس اشاره کرد.
وی همچنین در تیم ملی فوتبال گویان فرانسه بازی کرده‌است.